# Documanía
Documanía fue un canal de televisión de pago que mantuvo sus emisiones entre 1993 y marzo de 2007. Su programación se centraba en la emisión de documentales.

## Historia
Documanía comenzó sus emisiones oficiales el 1 de marzo de 1993 junto con Cinemanía, aunque sus emisiones en pruebas comenzaron unos meses antes por el satélite Astra.
En sus inicios, tanto su señal como la de Cinemanía llegaban desde Luxemburgo ya que por cuestiones legales no estaba permitido difundir las señales desde el territorio español y se vieron obligados a sortear las ondas del espacio radioeléctrico. A esos canales se unieron a final de 1993 Cineclassics y Minimax. En 1994 se crearía la plataforma Canal Satélite que reuniría todos estos canales.

### Final de Documanía
El 1 de abril de 2007 y tras 15 años de existencia el canal desapareció, integrando sus contenidos en el canal Odisea de la productora Chello Multicanal.

## Programación
El canal abarcaba los temas más diversos: naturaleza, ecología, ciencia, sociedad, arte, cultura, historia, aventura, actualidad y entretenimiento. Tenía acuerdos con grandes productoras y distribuidores como BBC, Agencia CAPA, Films Transit o Survival. En un principio emitía 12 horas al día, pasando a emitir 24 horas al día en 1997.

### Franjas horarias
- Documentales de Oro: franja donde se emitían los mejores documentales del mercado.
- Documanía Junior: documentales didácticos orientados al público infantil.
- Documanía Actualidad: documentales producidos por un equipo de corresponsales de la BBC ligados a la actualidad.
- Documanía Temáticas: trataba en profundidad un tema en concreto para analizarlo exhaustivamente.
- Doc’Amateur y Doc’ Español: apuesta del canal donde se ofrecían las mejores producciones españolas.

### Producción propia
El canal también se adentró en la producción propia con espacios como El Faro, creado por Blanca González Álvarez y el productor Emilio González-Martí y presentado por el periodista y escritor gallego Manuel Rivas. El faro se estrenó en 1999, y dedicaba el tiempo al debate y a los reportajes de actualidad. Dos años más tarde el escritor Javier Rioyo tomaría el relevo.

## Disponibilidad
Documanía y Cinemanía fueron los primeros canales temáticos de pago por satélite de España. Se encontraba codificado en el satélite Astra. Formó parte desde su primer día de la plataforma analógica Canal Satélite de Sogecable (tres años más tarde Canal Satélite Digital). En Canal Satélite Digital se podía contratar desde el paquete básico.
Además, llegó a estar presente durante un tiempo en la oferta de programación de otras operadoras e importantes redes de cable.